# Allerheiligenkirmes
Die Allerheiligenkirmes ist die größte Altstadt-Kirmes (vormals größte Innenstadtkirmes) Europas und findet jährlich im historischen Stadtkern von Soest statt.

## Geschichte
Die Allerheiligenkirmes ist eines der ältesten Volksfeste Nordrhein-Westfalens und wurde im Jahre 2019 zum 682. Mal gefeiert. Der Soester Stadtarchivar Gerhard Köhn hierzu: „Die Soester Kirmes könnte bis in diese Zeiten zurück reichen (gemeint ist die Zeit um 1100). Schriftlich belegt aber ist sie erst 1338 in der ältesten erhaltenen, auf Pergament geschriebenen Soester Stadtrechnung. Dort heißt die unscheinbare und kaum lesbare Eintragung: ‚Item de wrighe kermesse constat VI s.‘ (Außerdem kostet die freie Kirmes 6 Schilling).“

## Rund um die Kirmes

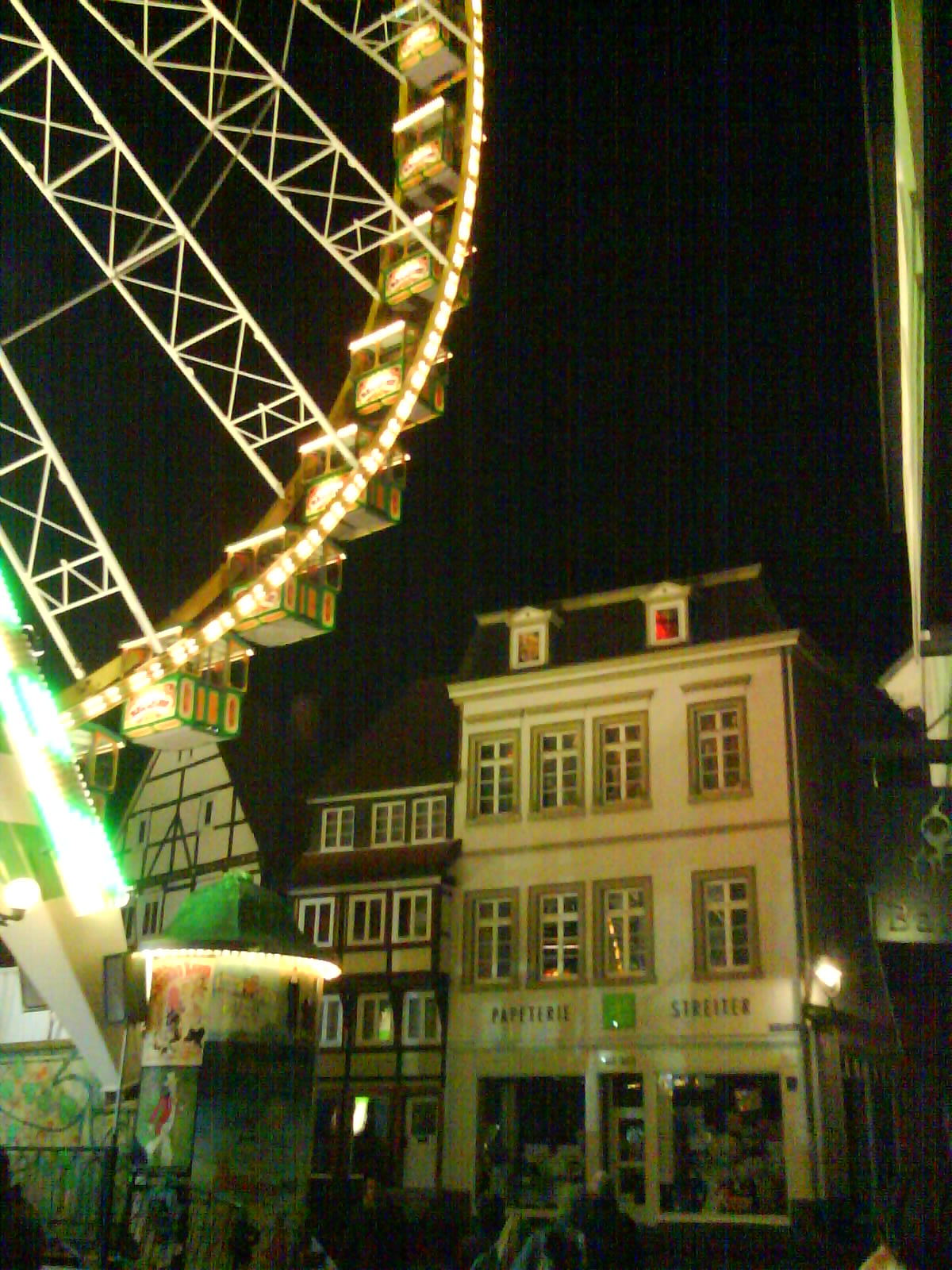
Unmittelbares Nebeneinander von Kirmeskarussels und historischen Bauten

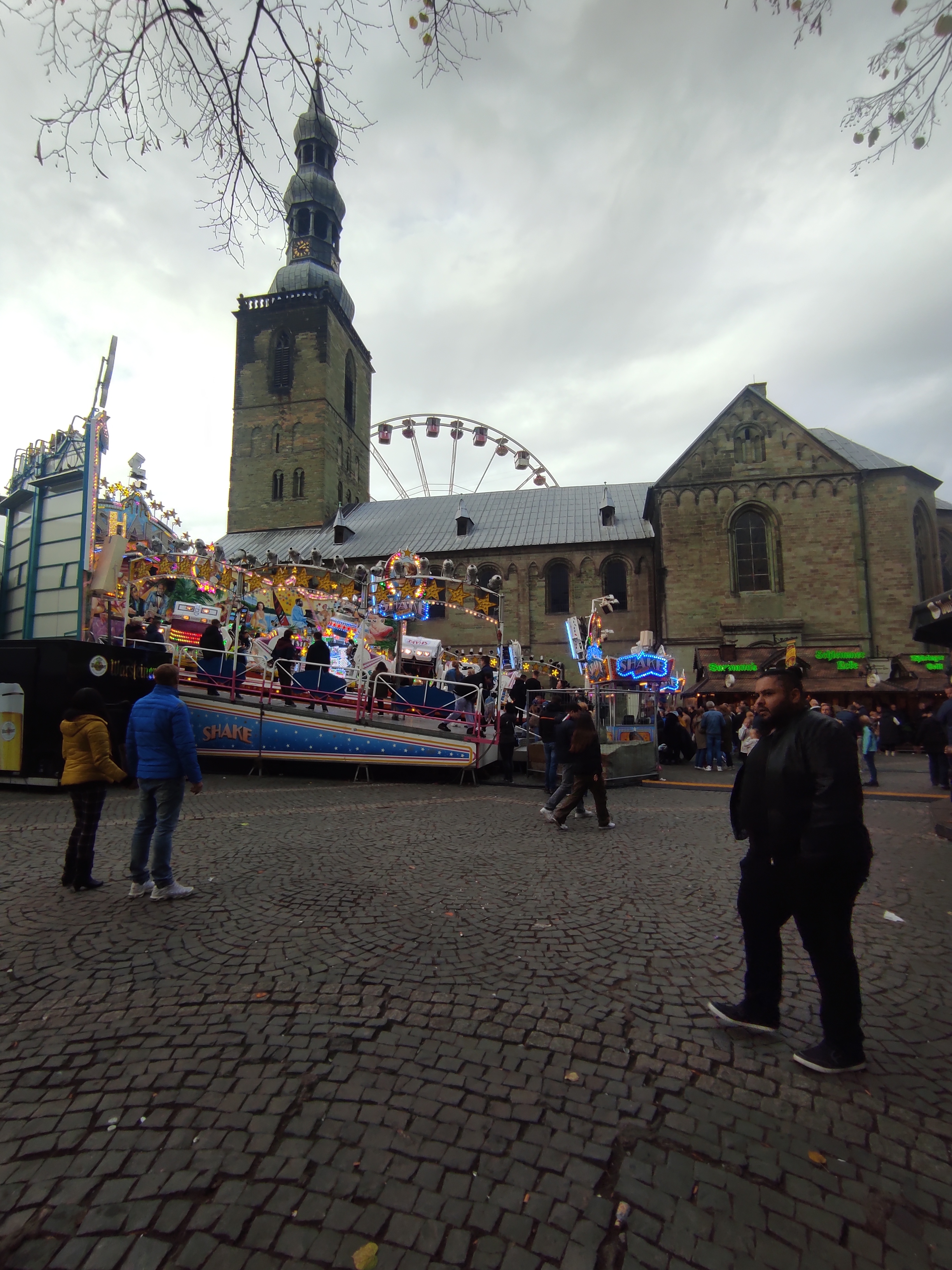
Riesenrad und Fahrgeschäft an der Kirche St. Petri 2022

Jährlich kommen ca. eine Million Besucher (2019: 1,3 Millionen) zu dem Volksfest im Herzen Westfalens an insgesamt fünf Kirmestagen. Das Besondere ist die von vielen als „heimelig“ empfundene Atmosphäre einer Kirmes zwischen Fachwerkhäusern und Kirchen, die dafür sorgt, dass sich viele ehemalige Soester zur Allerheiligenkirmes in Soest einquartieren. Symbolfigur der Allerheiligenkirmes ist das Soester Jägerken, eine dem Simplicius Simplicissimus nachempfundene Figur. Die erste Allerheiligenkirmes wurde vermutlich anlässlich der Kirchweih der St.-Petri-Kirche gefeiert.

## Zeitplan der Soester Allerheiligenkirmes
Die Allerheiligenkirmes wird immer am ersten Mittwoch nach Allerheiligen mit dem Fassanstich durch den Soester Bürgermeister um 14:00 Uhr an wechselnden Orten (Karussels) offiziell eröffnet. 2010 gab es zum ersten Mal einen so genannten sanften Start, d. h. die Schausteller konnten schon ab morgens öffnen. Die Karussells drehen sich am Mittwoch bis 0:00 Uhr. Wie an den anderen Tagen ist dies allerdings nur das Ende der Straßenkirmes, in den Soester Gaststätten endet das Feiern meist erst in den frühen Morgenstunden.
Am Donnerstagmorgen findet von 7 bis 13 Uhr zwischen Osthofentor und Thomätor der Pferdemarkt statt. Die Soester Geschäfte, Schulen, Ämter und Banken sind zu dieser Zeit weitgehend geschlossen. In den letzten Jahren fand das „Bullenschätzen“, ein Spiel, bei dem der Teilnehmer gewinnt, der das Gewicht eines lebenden Bullen am genausten schätzt, nicht mehr statt. Anstelle des bisherigen Bullenschätzen findet seit einigen Jahren das „Pferdeschätzen“ statt, bei dem das Gewicht eines Kaltblüters geschätzt werden kann. Der Kirmesdonnerstag endet um Mitternacht.
Am Freitag gab es um 20:00 Uhr ein Höhenfeuerwerk; seit 2020 verzichtet man wegen der Covid-19-Pandemie und der Umwelt darauf. Der Abschuss erfolgte hinter dem Soester Bahnhof. Im Jahr 2006 wurde das Feuerwerk versuchsweise an zwei Tagen (Mittwoch und Freitag) mit einer Lasershow kombiniert. Hierzu wurde es wieder zurück in die Altstadt, an den Großen Teich, verlegt, von wo das Abbrennen in den Vorjahren wegen verschärfter Sicherheitsbedingungen nicht möglich war. Allerdings konnte so das Feuerwerk nur sehr niedrig abgefeuert werden und war folglich nur für eine vergleichsweise geringe Besucherzahl sichtbar. Nach Beschwerden durch Soester Bürger und Kirmesbesucher, die von ihren angestammten Standorten nichts mehr sehen konnten, entschloss man sich, das Feuerwerk wieder zurück an den Rand der Innenstadt (hinter den Bahnhof) zu verlegen. Das Spektakel konnte auch auf dem Kirmesgelände gut beobachtet werden.
Freitags und samstags hat die Kirmes bis 2:00 Uhr geöffnet. Der Samstag ist der besucherreichste Tag. Der Sonntag gilt allgemein als Familientag. Die Kirmes endet um 22:00 Uhr.

## Besonderheiten der Soester Allerheiligenkirmes

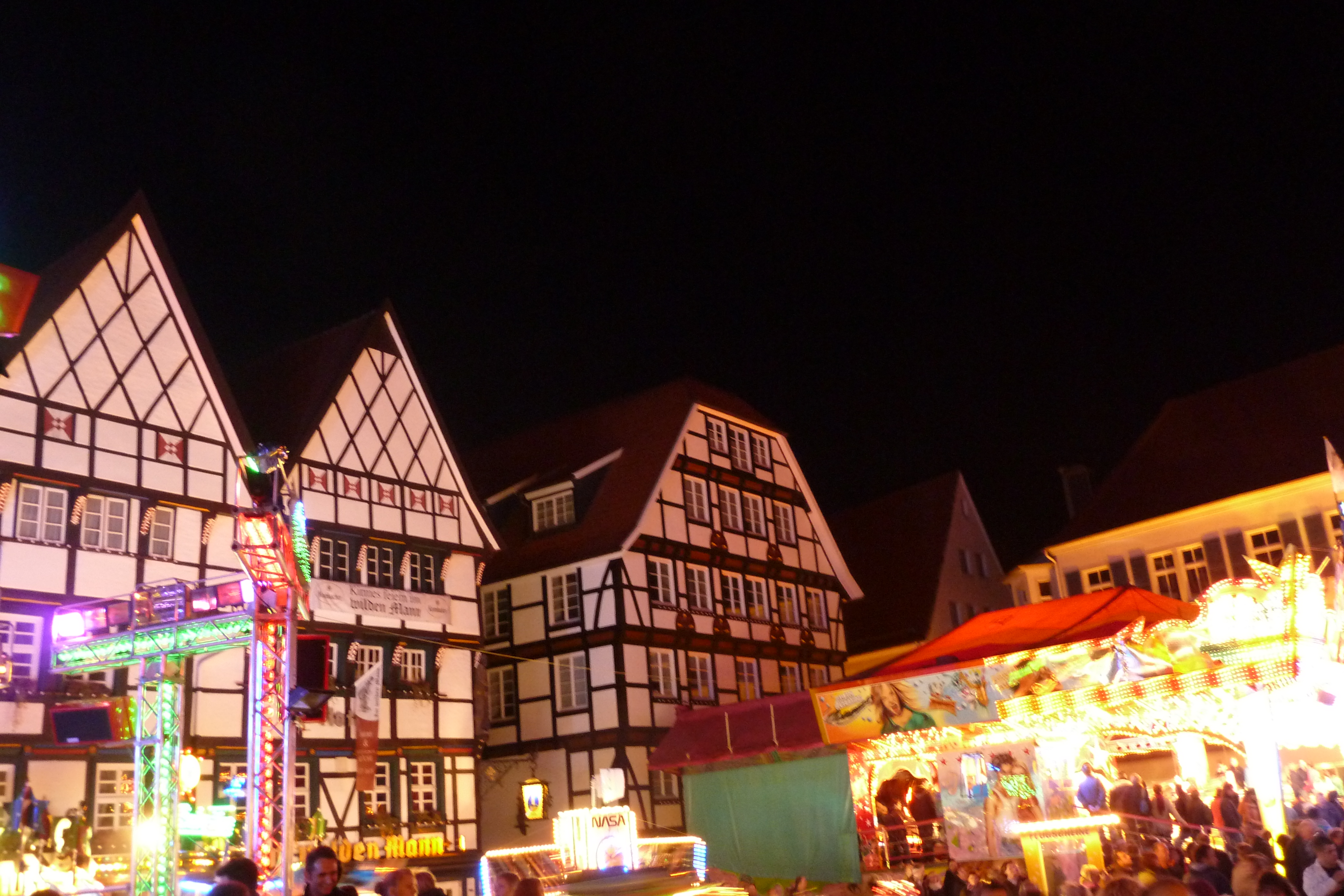
Der Marktplatz während der Allerheiligenkirmes

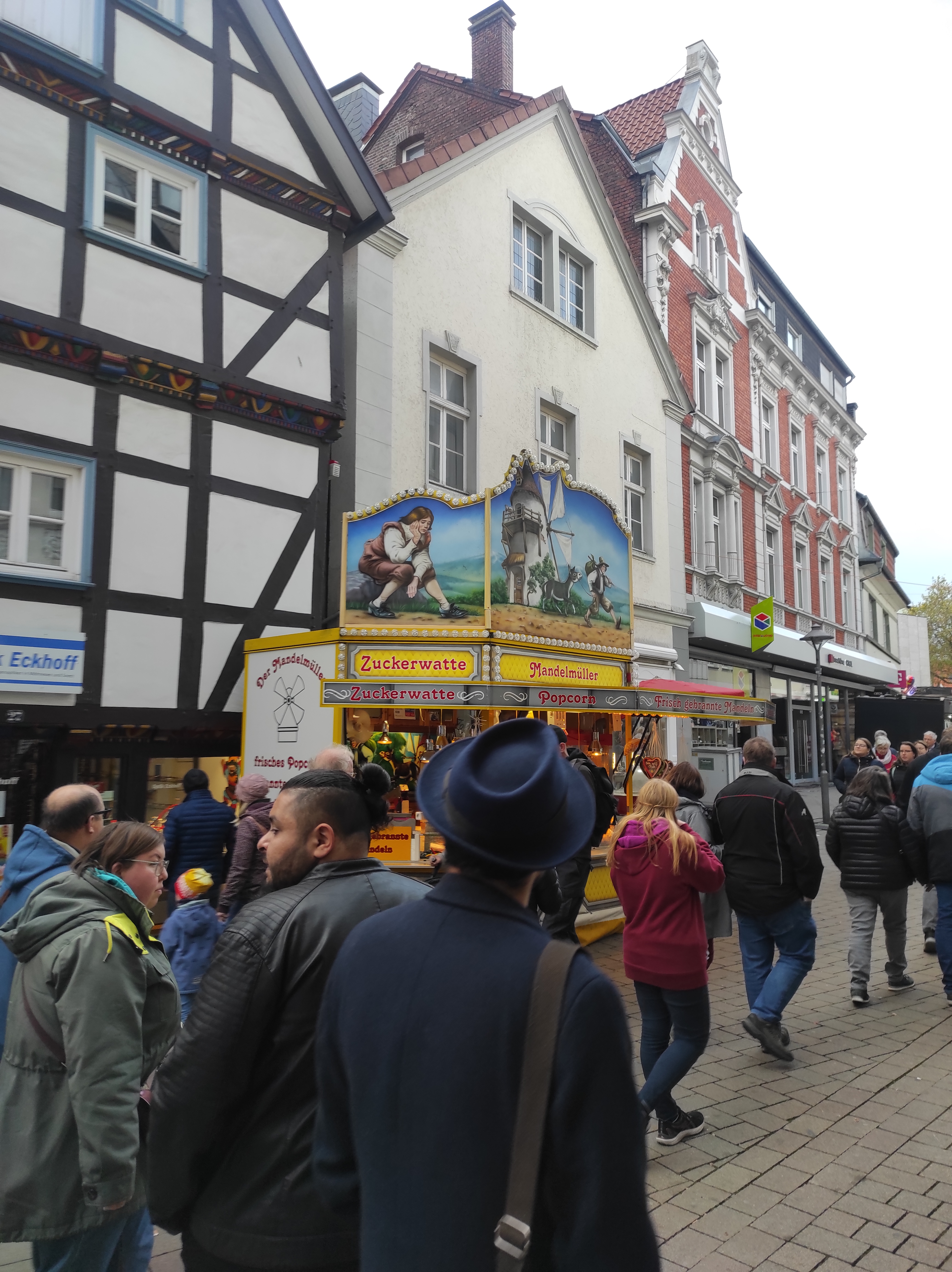
Süßwarenstand und Besucher der Allerheiligenkirmes 2022 vor der Altstadtfassade von Soest

### Das Bullenauge
Das typische Getränk der Allerheiligenkirmes ist das „Bullenauge“, ein Mokkalikör, der seinen Namen dem typischen Aussehen des servierfertigen Getränks verdankt. Dazu wird in ein Likörglas Sahne so zugegeben, dass das entstehende Bild mit etwas Fantasie und leichtem Pusten von oben betrachtet einem Bullenauge ähnelt.

### Der Dudelmann
Der Dudelmann ist ein Magenlikör, der ausschließlich zur Soester Allerheiligenkirmes ausgeschenkt wird. Der Verkaufsstand hat auch deshalb Kult-Status, weil an ihm Aufkleber mit flotten Sprüchen („Trinkst du den Dudelmann auf Ex, hast du den allerbesten Sex“) verteilt werden. Die Geschichte des Dudelmanns reicht zurück in die Mitte des 19. Jahrhunderts, als der alte Weinhändler Ignaz Lücking das Rezept für den „feinen Magenlikör“ erfand.

### Amelunxen
Hierbei handelt es sich um einen Verkaufsstand für Honiglikör („Karussell ohne Hydraulik“). Der Likör wird von einem Soester Imker hergestellt und in essbaren Schnapsgläsern aus Waffeln mit Schokoladenüberzug feilgeboten. Dieser Stand verdient deshalb besondere Aufmerksamkeit, weil der Betreiber während der gesamten Kirmes mit einem Mikrofon hinter seinem Stand steht und während des Verkaufs entweder zu Schlagermusik mitsingt oder zuweilen auch sehr lustige Kommentare oder Ähnliches von sich gibt. Dies sorgt dort immer unter den Zuschauern und Kunden für gute Stimmung.

### Der Topfmarkt (auch Pottmarkt)
Der Allerheiligenkirmes angeschlossen ist ein großer Topf- und Haushaltswarenmarkt auf dem Platz an der Rückseite des Rathauses (Vreithof).

### Pott’s historischer Jahrmarkt
Seit 2007 wird jedes Jahr von der Pott’s Brauerei ein „Historischer Jahrmarkt“ in der Nähe des Marktplatzes veranstaltet. Hier gibt es unter anderem Attraktionen wie Eierwurf, hin und wieder Bogenschießen, Metstände, Grillstände, Stände für Krimskrams und Schmuck sowie mittelalterliche Musik und Gaukeleien und die Musikergruppe „Die Streuner“.

## Zwischenfälle
2012 wurde ein 50-jähriger Mann bei einer Schlägerei so schwer verletzt, dass er an den Folgen starb.
Infolge von Körperverletzungsdelikten wurden 2022 am vorletzten Kirmestag elf Personen von der Polizei über Nacht in Gefängniszellen verbracht.